# ليونارد غريفين
ليونارد غريفين (بالإنجليزية: Leonard Griffin)‏ (11 سبتمبر 1982 بباسادينا في الولايات المتحدة - ) هو لاعب كرة قدم أمريكي في مركز الدفاع. لعب مع شيكاغو فاير وكولومبوس كرو ولوس أنجلوس غلاكسي وPortland Timbers (2001–2010) ‏ وHollywood United Hitmen ‏ وOrange County SC ‏ وAustin Aztex FC ‏ وOrange County Blue Star ‏.

## وصلات خارجية
- ليونارد غريفين على موقع الدوري الأمريكي (الإنجليزية)
- ليونارد غريفين على موقع قاعدة بيانات كرة القدم.إي يو (الإنجليزية)